# Γ-Tocophérol
Le γ-tocophérol est une des huit formes naturelles de vitamine E.